# Cisano (Bardolino)

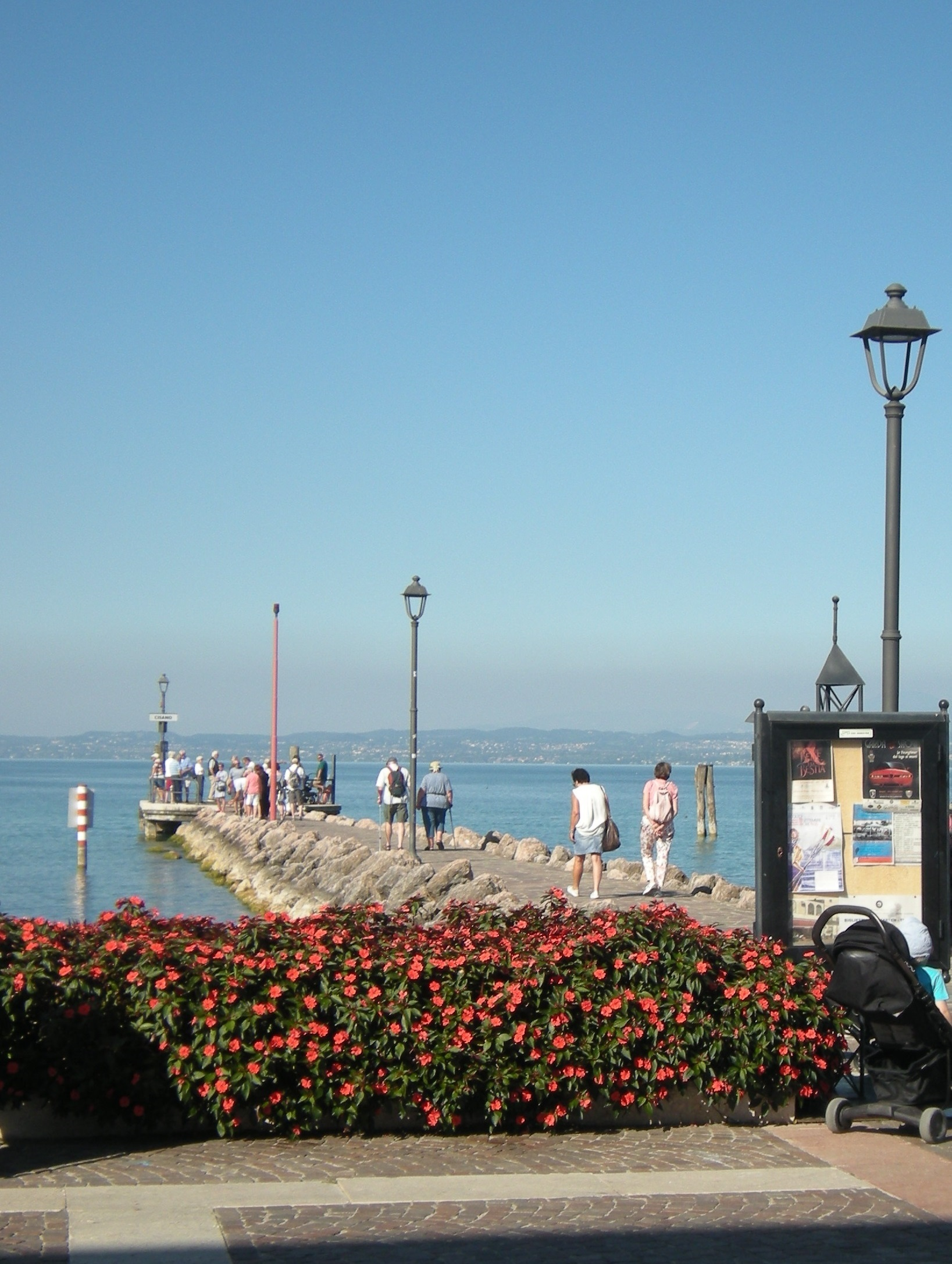
Cisano di Bardolino: veduta del porto, che si affaccia sul Lago di Garda

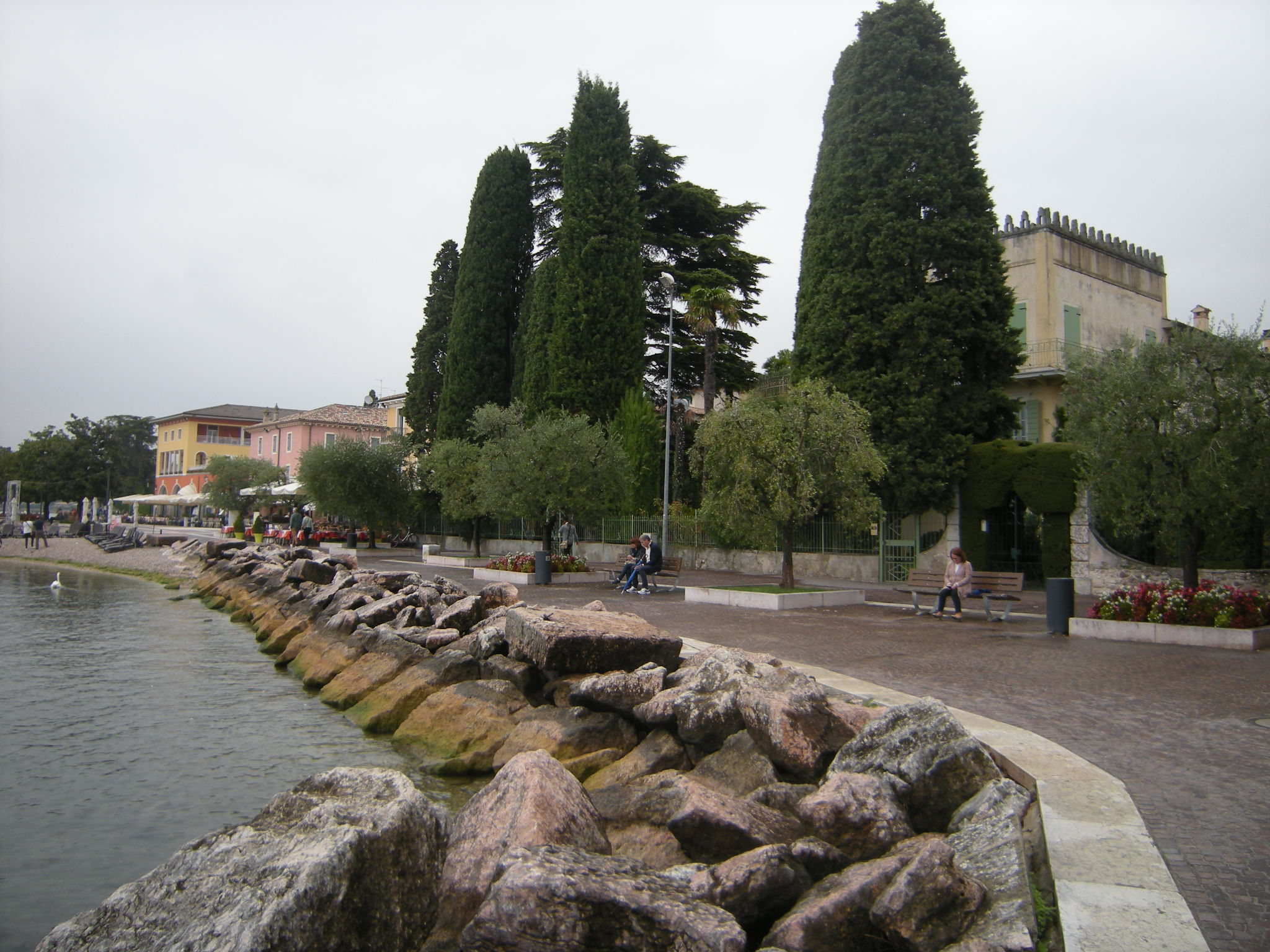
Il lungolago di Cisano di Bardolino con uno scorcio di Villa Cisano

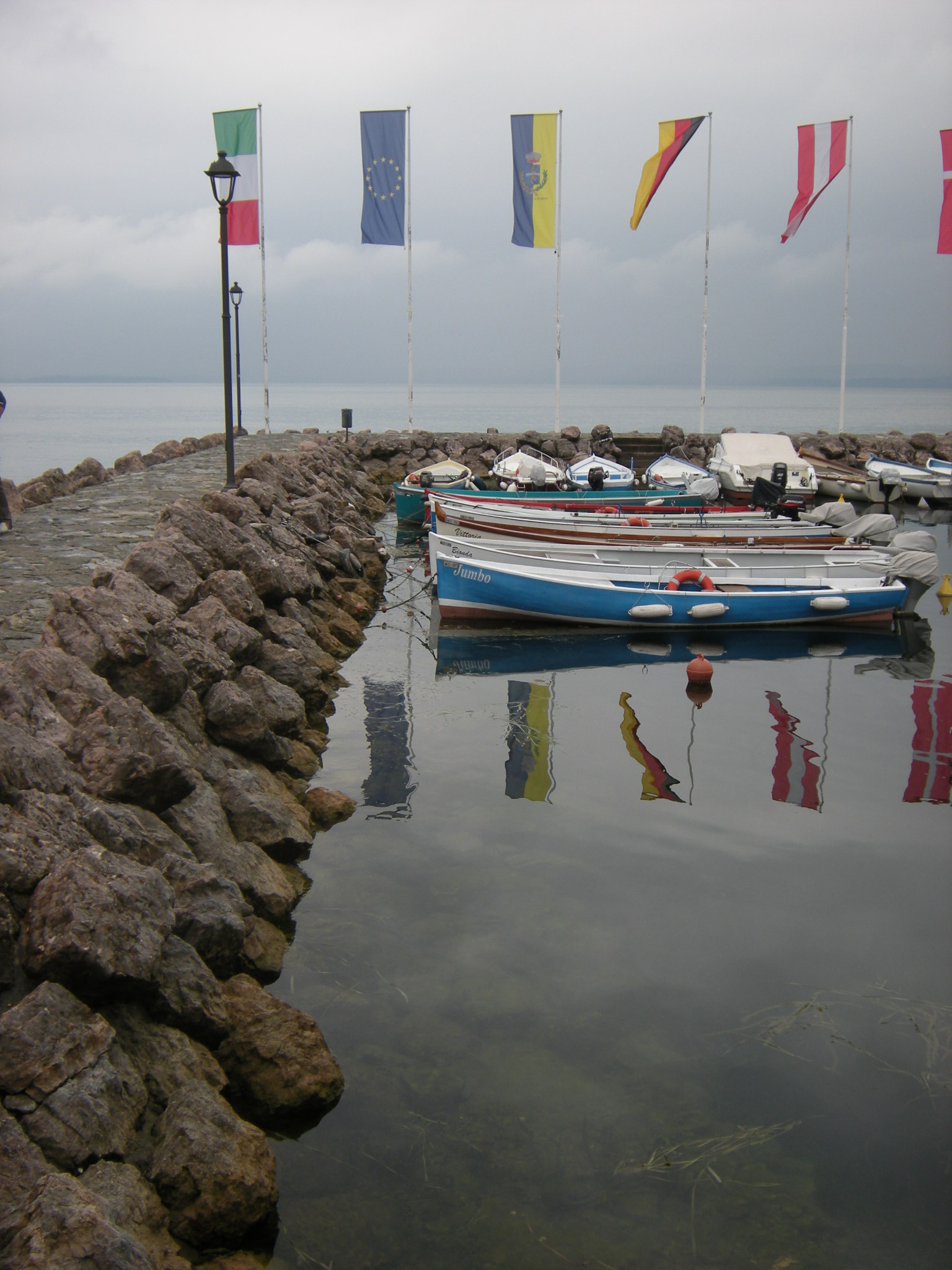
Imbarcazioni nel porto di Cisano

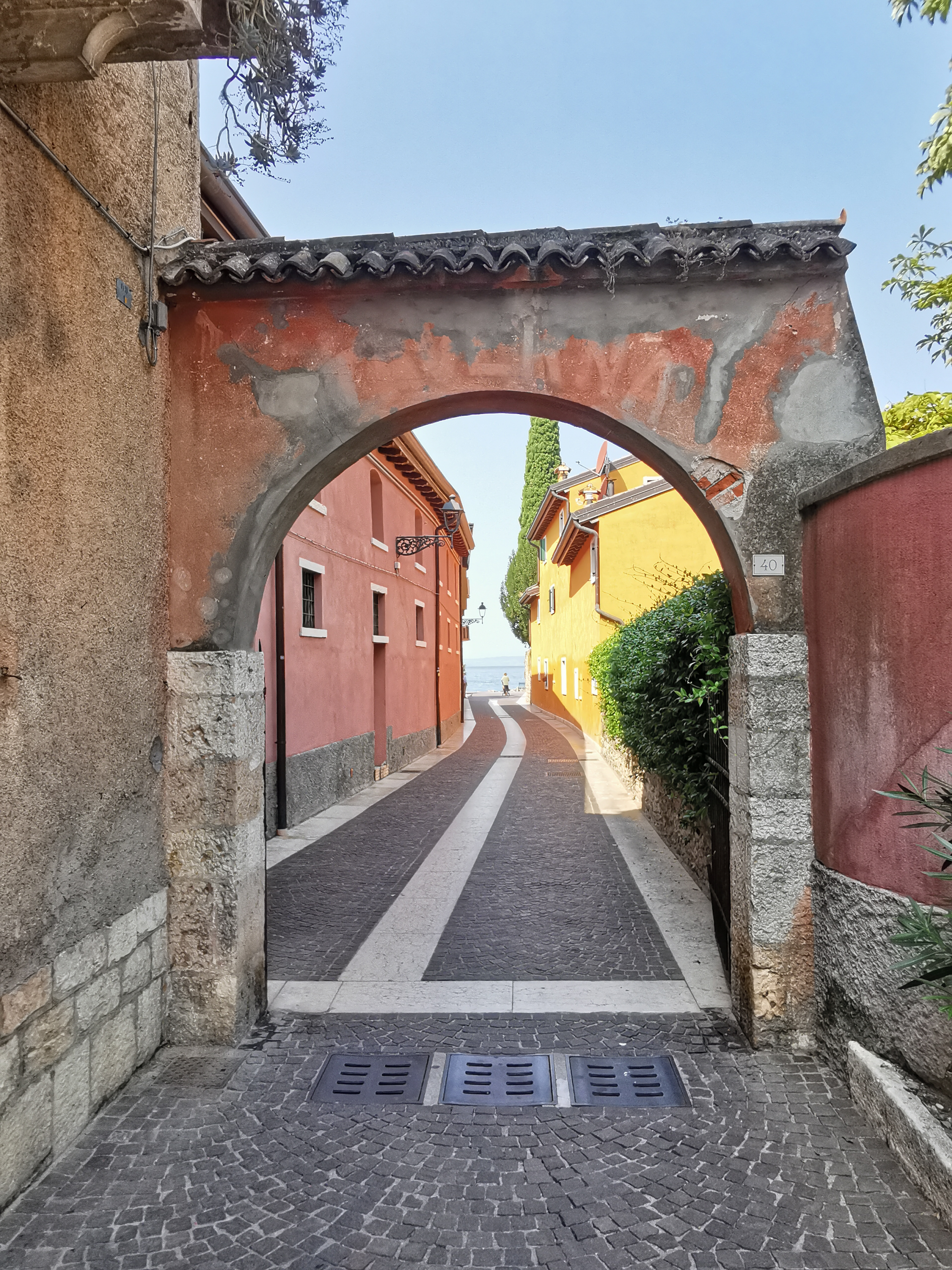
Viuzza di Cisano che collega il porticciolo con la strada statale Gardesana

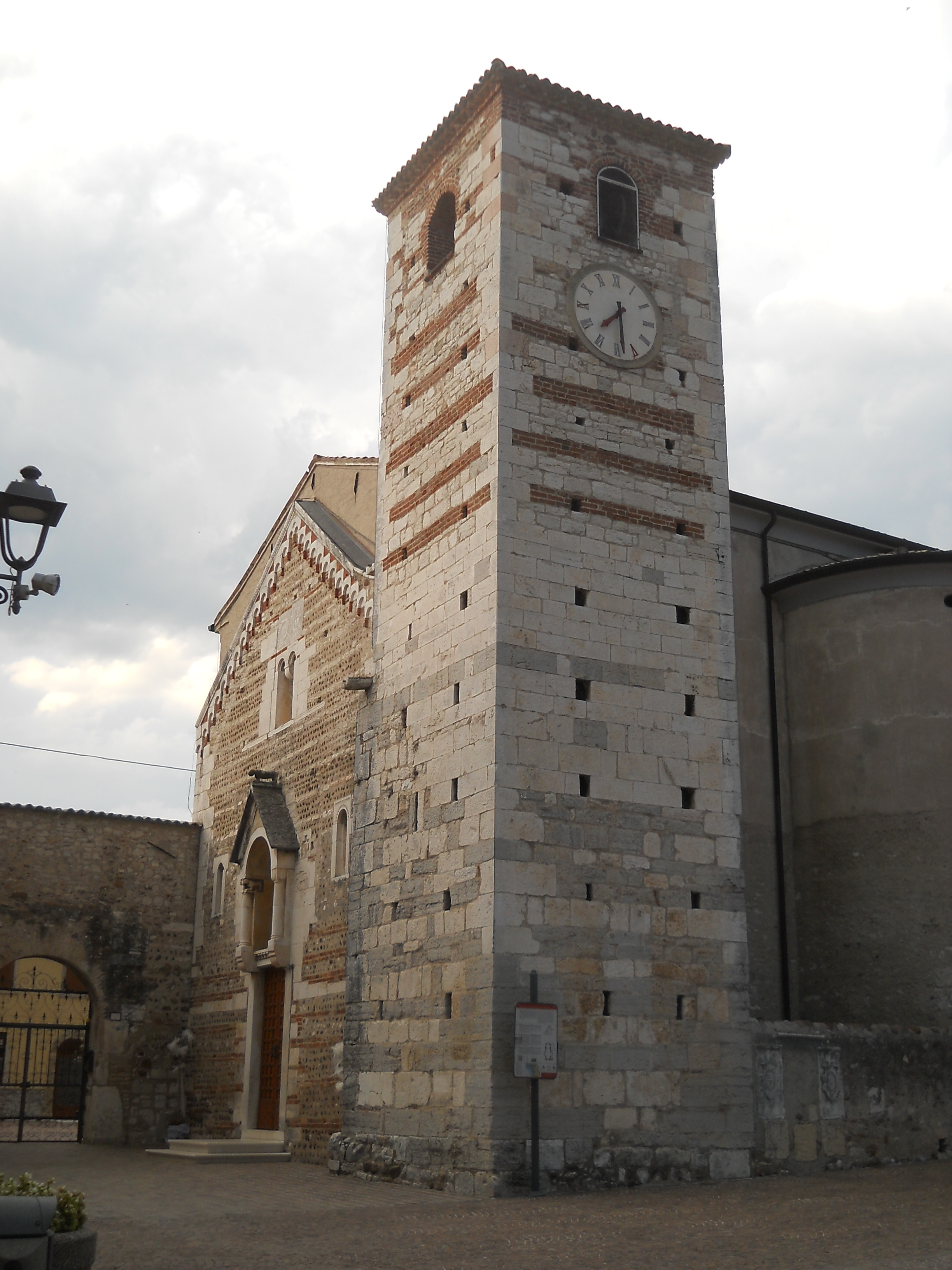
Cisano: la Pieve di Santa Maria

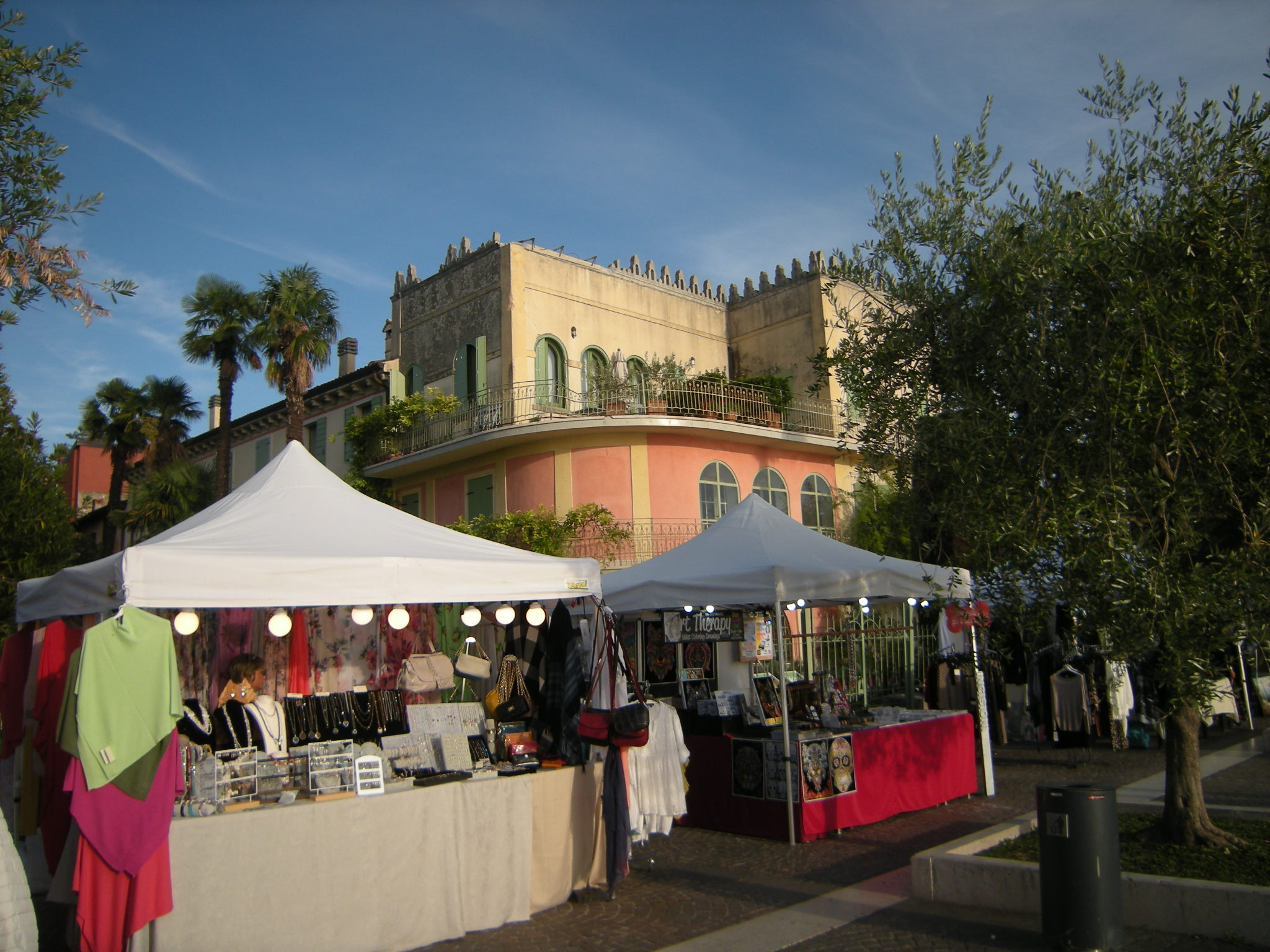
Cisano: l'edizione del 2019 della Sagra dei Osei

Cisano (Sisàn in veneto) è una località italiana della sponda sud-orientale del Lago di Garda e frazione del comune di Bardolino, in provincia di Verona.

## Geografia fisica
Cisano si trova a 1,5 km a sud di Bardolino, lungo la strada tra Bardolino e Lazise.
La località è situata a un'altitudine di 93 m s.l.m.

## Storia
Il centro abitato di Cisano venne citato per la prima volta nel 915 in un documento in cui si parla del diacono del posto, Audiberto.
Negli anni venti del XIII secolo, Cisano divenne un comune autonomo.
In seguito, sotto i Veneziani, Cisano entrò a far parte della Gardesana dell'Acqua.
Il 10 aprile 1848, in seno alla prima guerra d'indipendenza italiana, sbarcarono nel porto di Cisano le truppe guidate da Agostino di Noaro.
Negli anni venti del XX secolo, vennero rinvenuti presso il porto di Cisano 500 pali che costiuivano un villaggio di palafitte dell'Età del Bronzo. Ritrovamenti analoghi si ebbero poi anche nel 1986.
Il 21 maggio 1945, all'altezza di Cisano, trovò la morte in un incidente stradale il partigiano ventitreenne Aldo Gastaldi detto "Bisagno", medaglia d'oro per la Resistenza.

## Monumenti e luoghi d'interesse

### Architetture religiose

#### Pieve di Santa Maria
Principale edificio religioso di Cisano è la pieve di Santa Maria, situata lungo la strada Gardesana: fu originariamente eretta in stile romanico tra il 1120 e il 1130 e rimodellata in stile neoclassico nel 1854.
Le parti più antiche sono rappresentate dalla facciata (dove sono scolpiti un cavaliere con scudo e spada, un'aquila, un cavallo e un pesce), dalla porzione inferiore del campanile e dell'abside.
Nei pressi della pieve di Santa Maria si trovano anche i resti di una chiesa paleocristiana dell'VIII secolo, andata completamente distrutta in seguito a un terremoto.

### Architetture civili

#### Villa Cisano
Sul lungolago si affaccia Villa Cisano, una residenza risalente al XVI secolo e modificata nel corso del XIX (quando venne ristrutturata la piccionaia) e agli inizi del XX secolo (quando venne aggiunta la facciata tonda).

#### Villa Marzan
Lungo via Peschiera, sulla Gardesana, si trova poi un'altra storica residenza, Villa Marzan: realizzata nel XIX secolo e successivamente modificata dall'architetto Ettore Fagiuoli, è circondata da un parco in cui trovano posto un'uccelliera e una pagoda.

### Aree naturali
- Lido di Cisano[14]

## Cultura

### Musei

#### Museo Sisàn
A Cisano è ubicato il Museo Sisàn delle tradizioni ornitologiche, ittiche e venatore del comprensorio gardesano, dedicato a queste attività nell'area del basso Garda.
Il museo ospita una sezione dedicata all'ornitologia e alla mammologia, una sezione dedicata all'ittiologia e alla pesca e una sezione dedicata alla caccia ancestrale.

#### Museo dell'olio d'oliva
Sempre a Cisano, lungo la statale Gardesana, è ospitato all'interno dell'oleificio Cisano, il museo dell'olio d'oliva, inaugurato nel 1988.
Nel museo sono esposti vari attrezzi antichi (soprattutto in legno) usati un tempo per la lavorazione dell'olio: tra questi, figurano macine, frantoi (si può ad esempio vedere come funzionava un frantoio del XIX secolo, di cui è stata fatta la ricostruzione), torchi a vite, ecc. Inoltre, un filmato illustra la storia della produzione dell'olio, dalle sue origini nelle colonie greche in Sicilia fino alla sua introduzione nell'area gardesana.
Il museo contava, in epoca pre-COVID, mediamente circa 50 000 visitatori l'anno.

### Eventi

#### Sagra dei Osei
A Cisano si svolge annualmente nel fine settimana a cavallo dell'8 settembre la "Sagra dei Osei" ("sagra degli uccelli"), una delle fiere gastronomiche più antiche in Italia.
La sagra, che originariamente aveva luogo a 2 km a sud di Cisano, è ospitata nella frazione a partire dal 1840.
Un tempo la sagra degli uccelli di Cisano rappresentava un appuntamento immancabile per cacciatori e agricoltori della zona. La sagra di Cisano fu raffigurata nella copertina dell'edizione del 20 settembre 1903 della Domenica del Corriere in un'illustrazione del pittore Beltrame: nella didascalia si leggeva "La caratteristica fiera degli uccelli da richiamo, a Cisano, sul Lago di Garda".
Tra le manifestazioni ospitate all'interno della sagra, vi è la cosiddetta "gara delle primavere", una gara di richiamo per uccelli.

## Infrastrutture e trasporti
A fine primavera 2007 è tornato attivo dopo 30 anni nel porto di Cisano un servizio di traghetto che collega la frazione con le altre principali località del lago di Garda.
Sono inoltre presenti due fermate dell'autobus, usate rispettivamente per la direzione nord, e la direzione sud, dagli automezzi pubblici della provincia di Verona, ATV.

## Sport
- La 10 di Bardolino, corsa podistica[26]
- La società calcistica del paese, il Cisano Juventina Bardolino, fondato nel 2022, milita attualmente nel campionato di Seconda Categoria della sezione di Verona, dopo aver vinto il campionato di Terza categoria al suo primo anno di partecipazione.